# Лисичкин (Константиновский район)
Лиси́чкин — хутор в Константиновском районе Ростовской области.
Входит в состав Гапкинского сельского поселения.

## География
Хутор расположен у берега реки Ростошь, которая берёт своё начало на территории Воронежской области и впадает в приток Дона реку Кагальник.

## История
Хутор был основан помещиком по фамилии Лисичка, отсюда они получил своё название — Лисичкин. Затем в поселение стали переселяться казаки из станицы Нижне-Кундрюченской. Вблизи хутора располагались земли Нижне-Кундрюченских казаков. С весны до поздней осени они работали в поле и пасли скот на пастбищах, а зимой ухаживали за скотом в здешних зимовниках.
До революции 1917 года крестьяне и казаки имели свои наделы и обрабатывали землю при помощи лошадей и вручную. После революции в хуторе сначала была создана коммуна имени Калинина, а затем был образован колхоз имени Чапаева.
С 1950 года по 1958 год местные колхозы были объединены. В 1960-х годах в хуторе были построены школа, медпункт и сельский клуб.
В настоящее время хутор значительно опустел, множество домов разобраны. Школа закрыта, но клуб и медпункт по-прежнему работают.

## Население
| 2010 |
| ---- |
| 112  |

## Улицы
- Вишнёвая улица,
- Заречная улица,
- Зелёная улица,
- Солнечная улица,
- Центральная улица.